# Hummelinckiolus
Genre
Hummelinckiolus est un genre d'opilions laniatores de la famille des Samoidae.

## Distribution
L'espèce actuelle est endémique des Antilles.

## Liste des espèces
Selon World Catalogue of Opiliones (12/10/2021) :
- Hummelinckiolus parvus Šilhavý, 1979
- † Hummelinckiolus silhavyi Cokendolpher & Poinar, 1998

## Étymologie
Ce genre est nommé en l'honneur de Pieter Wagenaar-Hummelinck.

## Publication originale
- Šilhavý, 1979 : « New American representatives of the subfamily Samoinae (Opiliones, Phalangodidae, Arach.). » Annotationes Zoologicae et Botanicae, no 130, p. 1–27.